# Tirà xiulador del Brasil
El tirà xiulador del Brasil (Sirystes sibilator) és un ocell de la família dels tirànids (Tyrannidae).

## Hàbitat i distribució
Habita els boscos de les terres baixes des de l'est i sud-oest del Brasil fins l'est de Paraguai i nord-est de l'Argentina.